# 大津市消防局
大津市消防局（おおつししょうぼうきょく）は、滋賀県大津市の消防部局（消防本部）。

## 沿革
- 1948年9月15日 大津市消防本部および大津市消防署を開設する。
- 1950年9月1日 晴嵐出張所を開設する。
- 1954年4月1日 膳所分遣所を開設する。
- 1954年12月28日 消防庁舎が落成する。
- 1955年9月15日 坂本分遣所を開設する。（のち坂本出張所に昇格）
- 1963年7月1日 救急業務を開始する。
- 1967年4月1日 栗太郡瀬田町および滋賀郡堅田町を編入合併する。瀬田出張所を開設する。
- 1967年7月25日 堅田出張所を開設する。
- 1971年4月19日 現在地に消防新庁舎が竣工のうえ移転する。
- 1973年4月1日 消防艇「おおつ」（初代）を配備[1]し、水上出張所を開設する。
- 1975年4月1日 堅田出張所が北消防署に、晴嵐出張所が南消防署に昇格し、大津市消防署は中消防署に改称し、3署体制となる。南郷分遣所を廃止する。滋賀郡志賀町の消防事務受託に伴い、志賀出張所を開設する。
- 1978年5月16日 北消防署新庁舎が竣工する。
- 1980年10月1日 藤尾分遣所を開設する。
- 1981年10月1日 瀬田出張所が分署に昇格する。
- 1982年2月4日 南郷分遣所を再開する。
- 1985年4月1日 志賀出張所が分署に昇格する。
- 1986年4月1日 瀬田分署が東消防署に昇格し、4署体制となる。
- 1987年4月1日 消防音楽隊が発足する。
- 1988年 消防艇「おおつ」が更新され運用を開始する[1]。
- 1988年5月1日 南郷分遣所が出張所に昇格する。
- 1994年9月30日 藤尾分遣所および膳所分遣所を廃止する。
- 1995年1月17日 阪神・淡路大震災に応援出場する。
- 1995年3月28日 南消防署が新築のうえ移転する。
- 1999年4月1日 大津市消防局に改称する。
- 2001年3月21日 高規格救急車の配備が完了する。
- 2001年4月2日 坂本出張所が西分署に昇格する。
- 2004年7月18日 福井豪雨災害に緊急消防援助隊を派遣する。
- 2004年10月13日 平成16年台風第23号豊岡市水害に緊急消防援助隊を派遣する。
- 2006年3月20日 志賀町を編入合併する。
- 2006年10月1日 救急出張所を開設する。
- 2007年3月25日 能登半島地震に緊急消防援助隊を派遣する。
- 2008年1月1日 中消防署に高度救助隊「おおつスーパーレスキュー」を設置する。
- 2009年4月1日 青山救急出張所を開設する。
- 2010年4月1日 志賀分署が木戸市民センター内に移転する。
- 2011年3月11日 東北地方太平洋沖地震に伴う東日本大震災に緊急消防援助隊を派遣する。
- 2015年3月23日 消防艇「おおつ」が更新され運用を開始するとともに、新たに「湖都風」の愛称が付与される[1]。

## 組織
- 本部：消防総務課、予防課、警防課、通信指令課
- 消防署：北消防署、中消防署、南消防署、東消防署

## 主力機械と運用

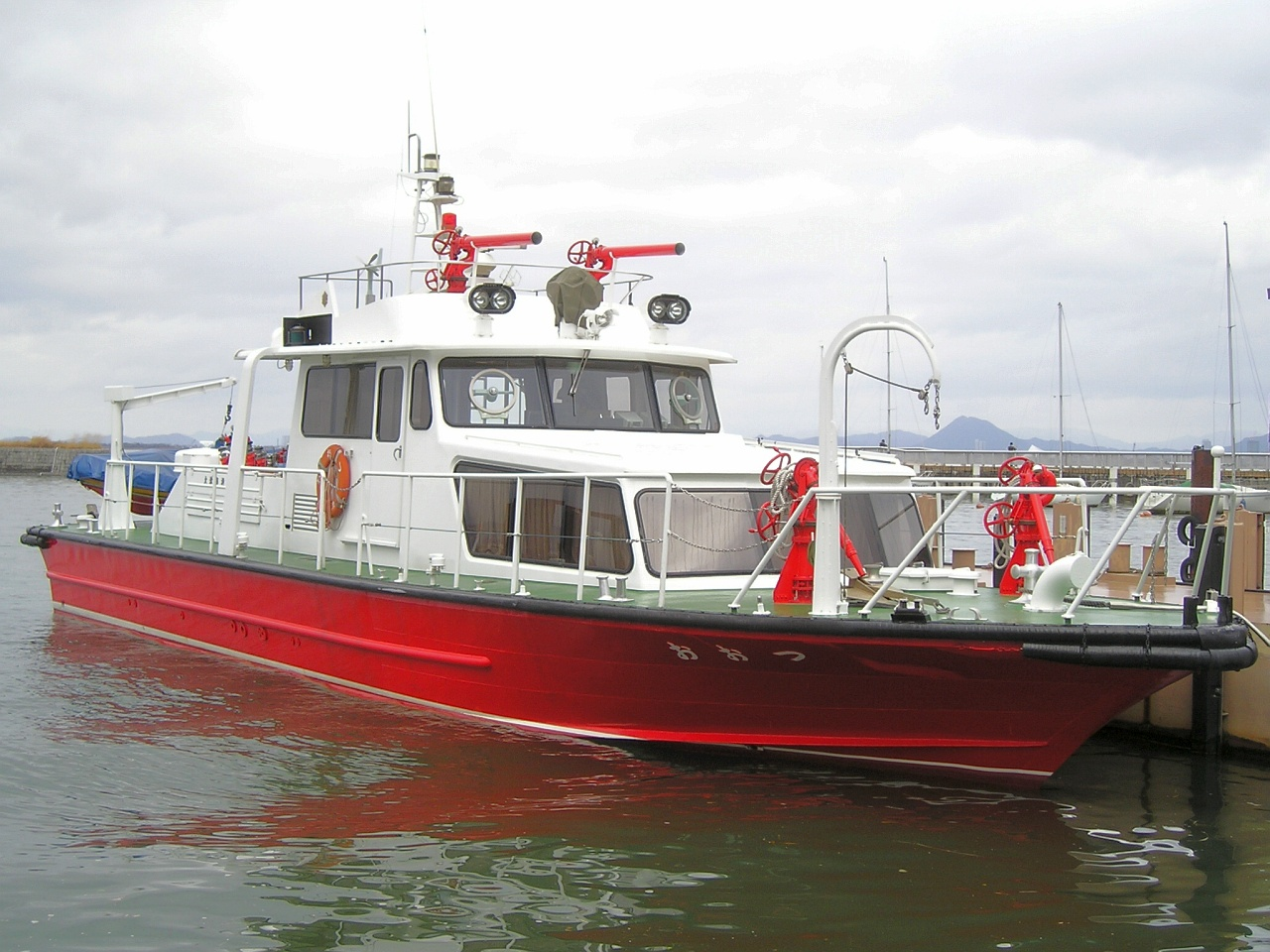
消防艇「おおつ」（2代、退役済）

データは2024年4月1日現在。
- 消防ポンプ車：6
- タンク車：5
- はしご車：4
- 化学車：1
- 小型動力ポンプ積載車：1
- 小型特殊車両：1
- 救助工作車：3
- 救急車：10
- 指揮車：4
- 消防バス：1
- 広報車：7
- 査察車：5
- 資機材搬送車：7
- 楽器搬送車：1
- 支援車：1
- 連絡車：3
- 人員搬送車等：4
- 消防艇：1
船名「おおつ」（3代）、愛称「湖都風（ことかぜ）」。
2015年3月23日就航。19総トン、全長19m、幅4.4m。定員19名。ウォータージェット推進、速力30ノット。杢兵衛造船所建造[2]
中消防署水上出張所に配備され、市域のほか琵琶湖岸で運用される[3]。消火（放水）機能のほか、救護室や物資運搬に対応するクレーンも設置されている。[4]2017年2月には本船を建造した杢兵衛造船所と大規模災害時に消防艇の活動を造船所が支援する災害支援協定を締結している[2]

## 消防署
| 消防署   | 住所        | 分署            | 出張所                          |
| -------- | ----------- | --------------- | ------------------------------- |
| 中消防署 | 御陵町3-1   | 西：坂本3-27-33 | 水上：浜大津5-1 救急：本宮2-9-9 |
| 南消防署 | 光が丘町5-7 | なし            | 南郷：南郷1-11-1                |
| 北消防署 | 真野2-23-1  | 志賀：木戸58    | なし                            |
| 東消防署 | 大江4-18-1  | なし            | 青山救急：青山5-13-36           |

## 不祥事・事故
- 2019年8月8日（処分日） - 男性消防士（21歳）が6月14日、大津市内で酒気を帯びた状態で車を運転し、道路交通法違反の現行犯で滋賀県大津北警察署に逮捕された。市消防局は、8月8日、男性消防士を懲戒免職処分とした[5]。